# Isidor z Madridu
Svatý Isidor z Madridu zvaný též Isidor Rolník (asi 1070 Madrid – 10. května nebo 15. května 1130 Madrid) se narodil chudým a zbožným rodičům. Celý život pracoval na poli, a proto je patronem zemědělců a dobré úrody, bývá vzýván jako ochránce proti suchu. Proslavil se zbožností a dobrým srdcem. Papež Řehoř XV. jej roku 1622 prohlásil za svatého.

## Život
Isidor pracoval jako oráč u bohatého měšťana Ivána Vargase. Oženil se s Marií Toribiovou de la Cabeza, která mu ve všem pomáhala a později byla prohlášena za blahoslavenou,, ve Španělsku je lokálně uctívána jako světice. Jejich manželství bylo příkladem jednoty a lásky. Měli spolu jednoho syna.

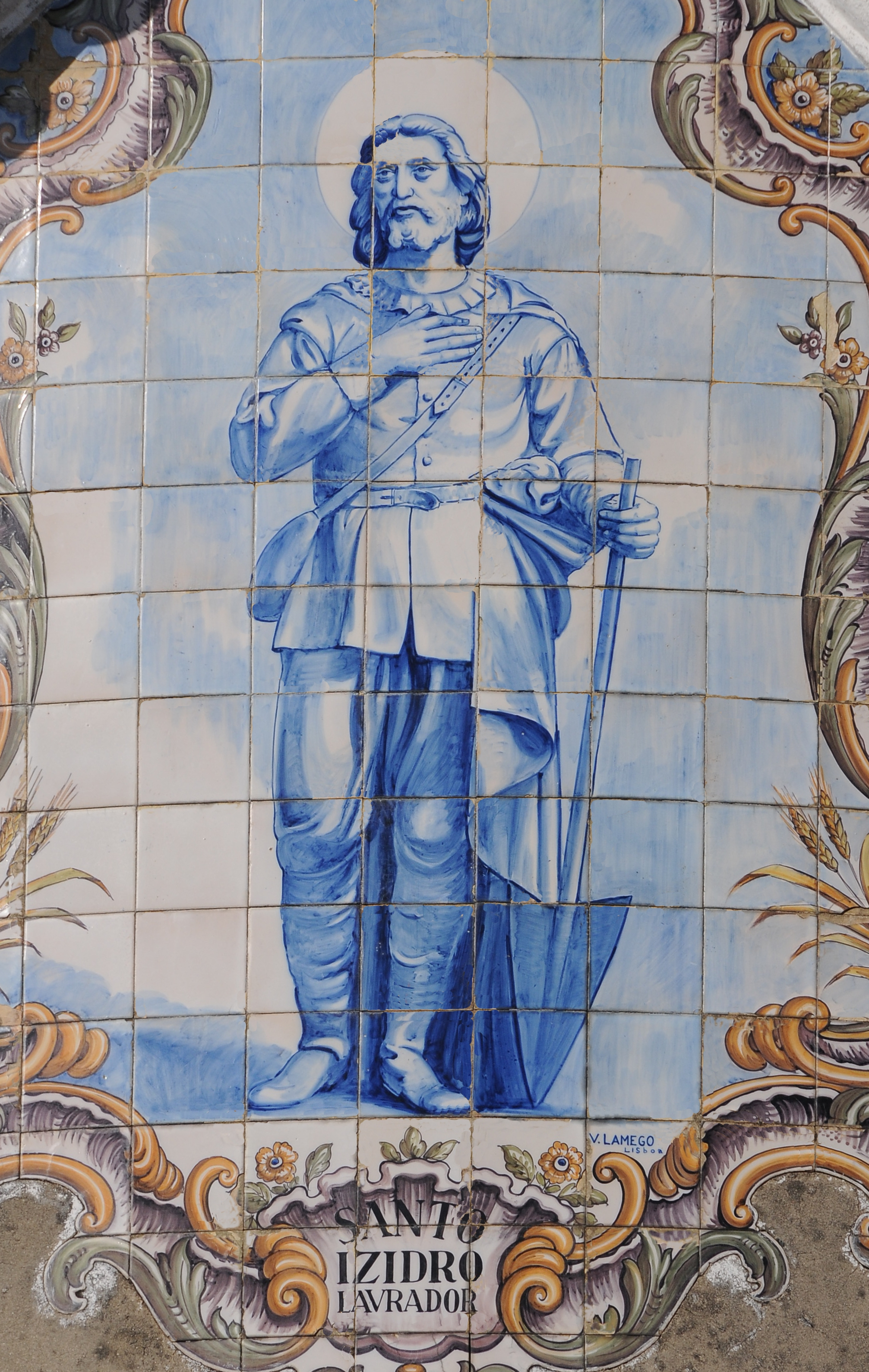
Sv. Isidor na dlaždicích azulejos v portugalské Braze

Isidor chodil každé ráno na mši. Potom si pilně hleděl své práce ve dvoře i na poli, přitom se však také často modlil. Opakovaně byl ostatními čeledíny podezírán z toho, že kvůli modlitbám zanedbává práci. Hospodář se proto jednou šel sám přesvědčit, zda Isidor nechodí na pole pozdě. Isidor šel jako vždy na mši a opravdu přijel se svým pluhem později než ostatní. Hospodář mu chtěl vyčinit, ale v tu chvíli vedle něj spatřil dva anděly, kteří mu pomáhali orat. Výjev s anděly je na podobiznách tohoto světce velmi často zobrazován.
Další legendární epizoda vypráví o zázračném vykopání studny v místě u Madridu, kde byl nedostatek vody. Isidor, člověk plný lásky k lidem, ji tam tehdy kopal několik měsíců. Proto se k němu zemědělci obraceli jako ke svému patronovi, hrozilo-li jim sucho.
Ačkoli Isidorův život byl naplněn těžkou fyzickou prací, přesto si nikdy na svůj úděl nestěžoval. Byl chudý, ale ještě z toho mála, co měl, byl schopen podarovat žebráky nebo zvířata. Bůh ho za jeho skutky odměňoval, takže například neubylo z pytlů s obilím nebo se z mála obilí namlelo obrovské množství mouky.

## Svatořečení a kult
Papež Řehoř XV. Isidora svatořečil 22. března 1622 ve Svatopetrské bazilice ve Vatikánu společně s Ignácen z Loyoly, Františkem Xaverským, Filipem Neri a Terezií z Ävily. Tím byla jeho pozdější úcta spojena s jezuity, oratoriány a karmelitány. Ke kanonizaci byl vydán pamětní tisk, mědiryt s vyobrazením všech pěti nových světců a pohledem na kanonizační mši v papežské bazilice se stovkami účastníků. Při té příležitosti byl Isidor prohlášen patronem města Madridu a rolníků.
Od 13. století byl Isidor uctíván v kostele San Andrés v Madridu, kde zůstala část ostatků v malovaném gotickém sarkofágu. Většina ostatků byla později přenesena do katedrály Panny Marie Almudénské v Madridu, kde jsou uctívány dosud. Jeho údajný rodný dům v Madridu byl v 17. století přestavěn a slouží jako Isidorovo muzeum (Museo de los Origenes). Poustevna, do které Isidor údajně odešel ve stáří, byla obestavěna barokním kostelem z roku 1725. Legendární studna, postavená nad pramenem, jehož vodu údajně našel Isidor, je rovněž zpřístupněna. Všechna jmenovaná místa slouží poutníkům jako společný okruh.

## Jezuité
Snahy o rozšíření kultu tohoto světce v Rakouské monarchii, tedy i do Čech a na Moravu, byly v prvním období spjaty s příslušníky jezuitského řádu. Při výzdobě svých svatyní se jezuité drželi zásady, že umění má přítomné věřící především poučit a pohnout k následování. Proto vybírali světce, se kterými by se mohli obyvatelé ztotožnit. V zemědělských oblastech, např. na jižní Moravě a v Tyrolsku, byli vybíráni svatí, kteří měli vztah k zemědělství a žili na venkově.. Jezuité si Isidora jistě cenili pro hlubokou víru a pro jeho poctivost, kterou chtěli u svých poddaných podpořit.

## Ikonografie a umění
Isidor bývá vyobrazen ve venkovské košili a v kalhotách, bos, s rýčem, srpem nebo pluhem. Ve dvojici se svou ženou bývá zobrazen stojící nebo kráčející na pole s pracovními nástroji a lahví s vodou. V legendárních scénách Isidor klečí a modlí se pod stromem, zatímco s pluhem ořou sami andělé, nebo oře, zatímco andělé nad ním nosí plodiny jako atributy dobré úrody. Jindy Isidor ukazuje venkovanům na vodu tryskající ze studny, lidé na studně posedávají, například na obraze od Alonsa Cana v galerii Prado v Madridu, nebo pijí přímo z pramene vytrysklého ze země.
Významnými obrazy a grafickými listy k Isidorově ikonografii v 19. století přispěli čeští malíři Josef Bergler, jehož obraz z roku 1823 je na hlavním oltáři Kostela sv. Isidora v Budenicích a Josef Führich (olejomalba Sv. Isidor při orbě s pomocí andělů (1839); Kunsthalle Mannheim). Slovenští bohoslovci v roce 2008 navrhli Isidora za patrona internetu, což jim údajně bratislavský arcibiskup Stanislav Zvolenský schválil.

## Fotogalerie

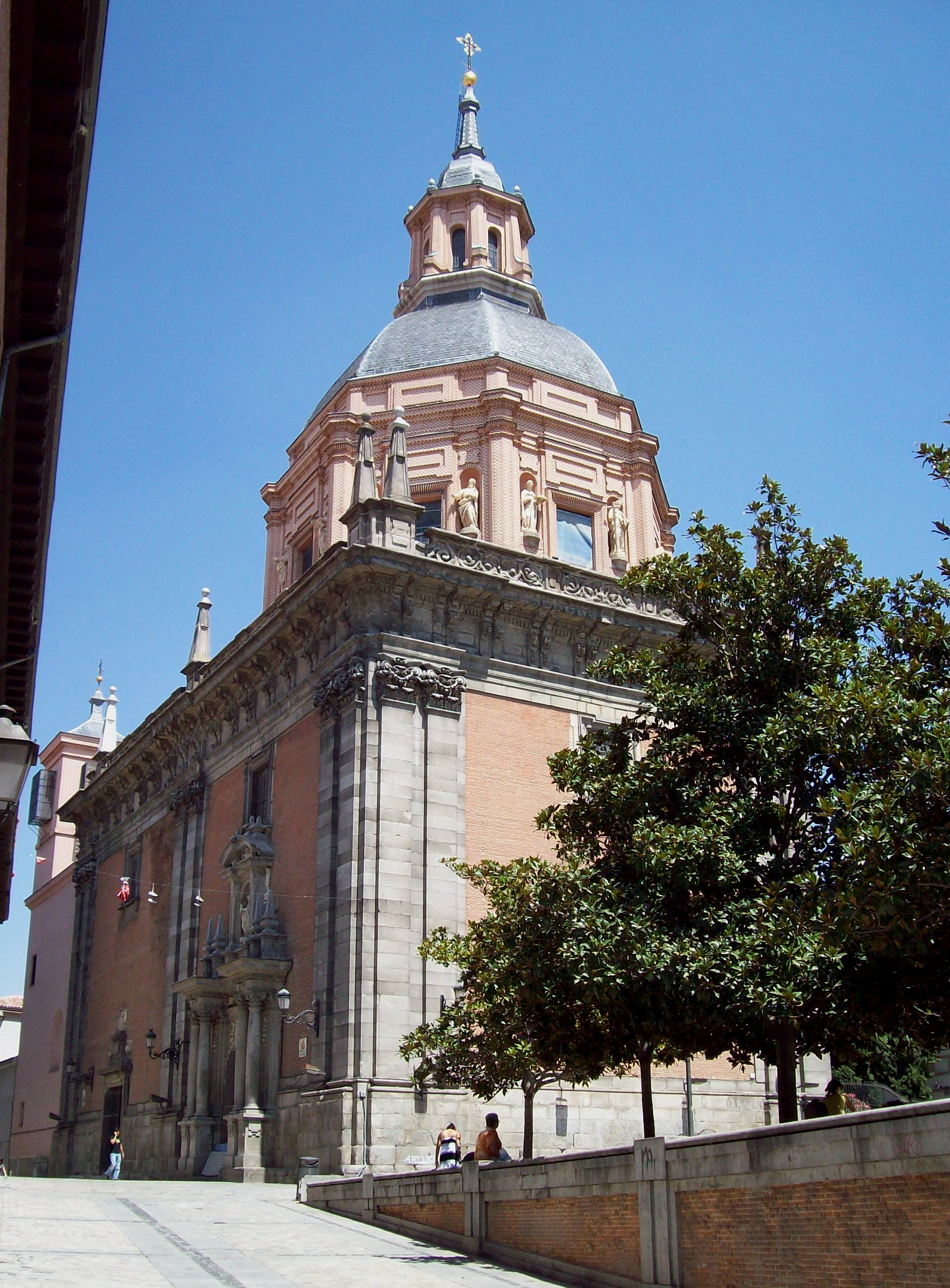
Kostel San Andrés, Madrid
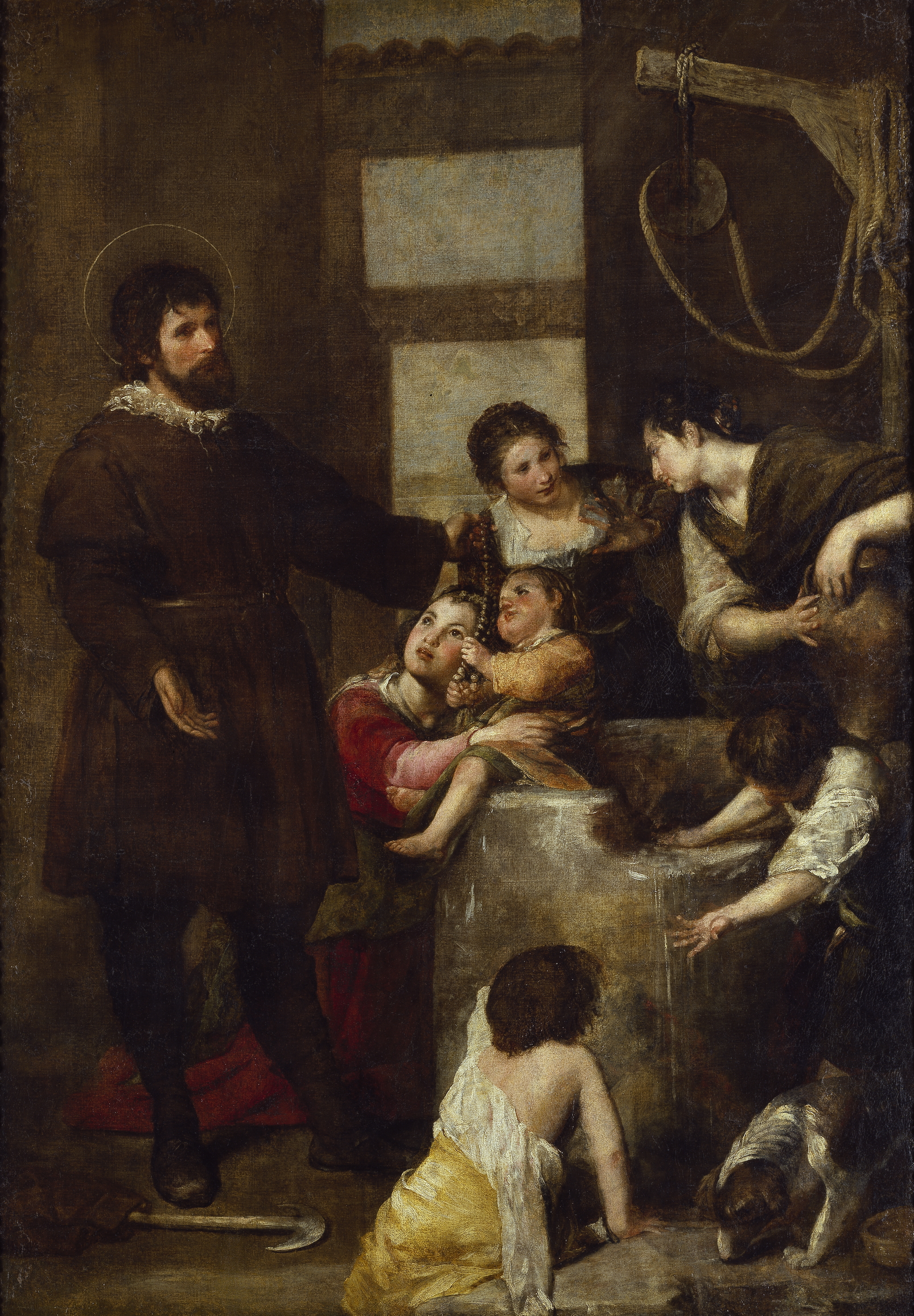
Alonso Cano: Zázrak s vodou (1648)
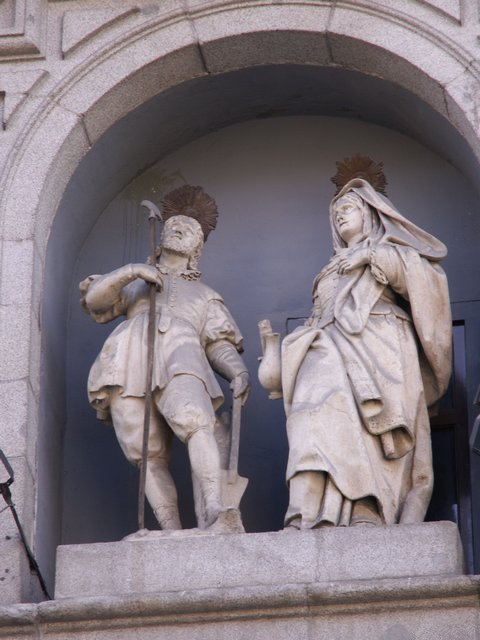
Isidor a Maria Torribia
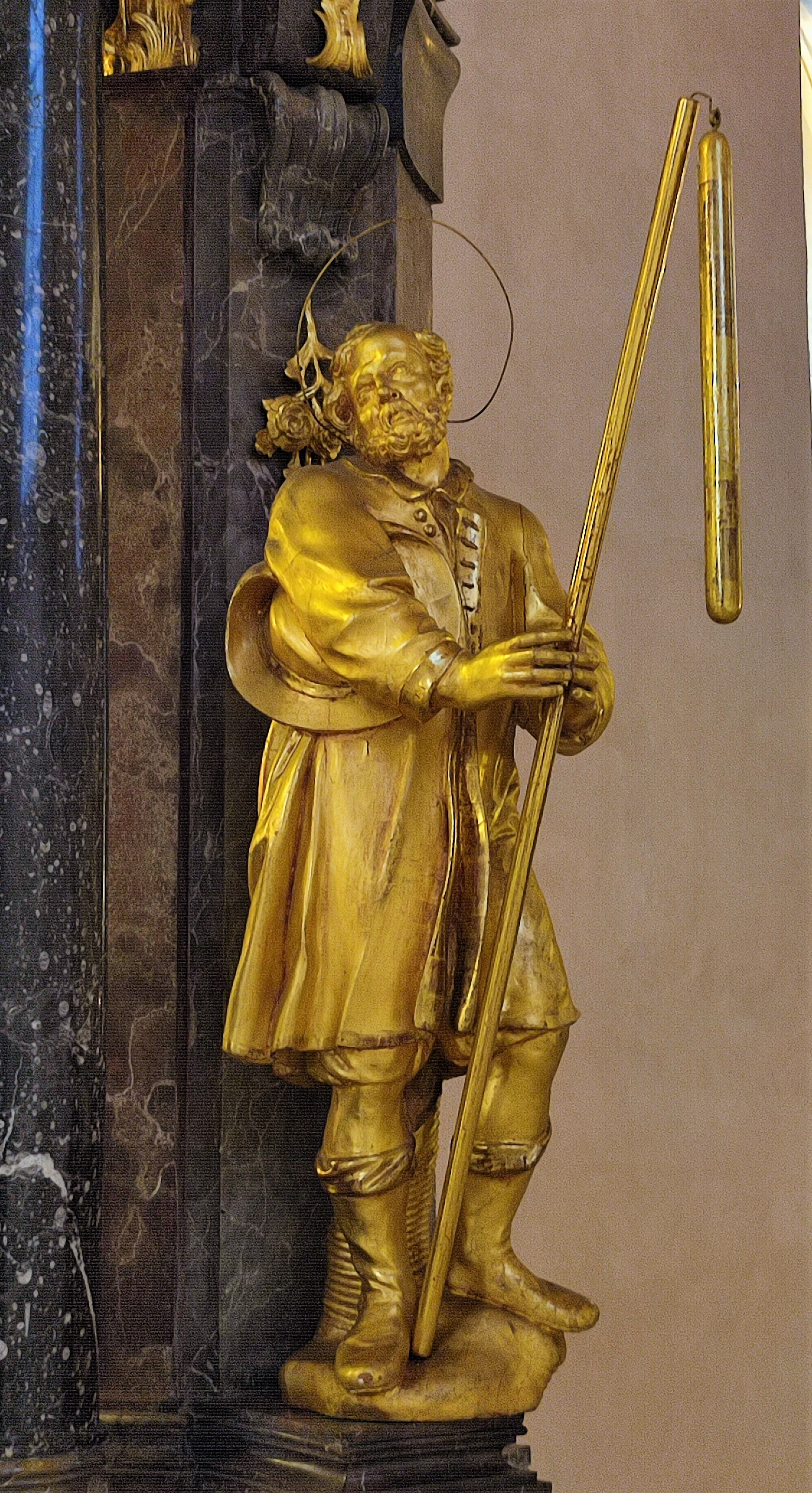
Sv. Isidor na Strahově
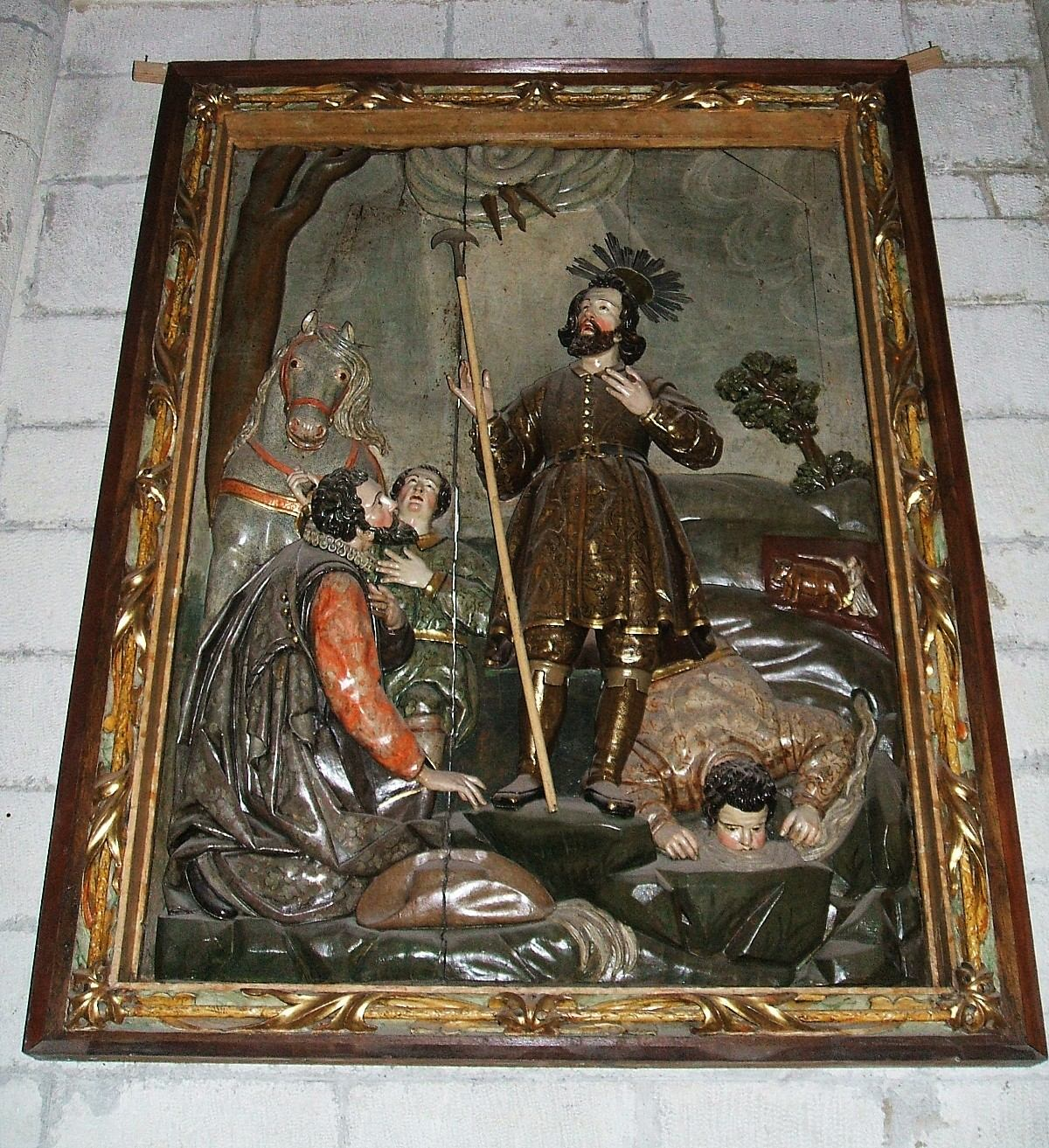
Zázračné objevení vody
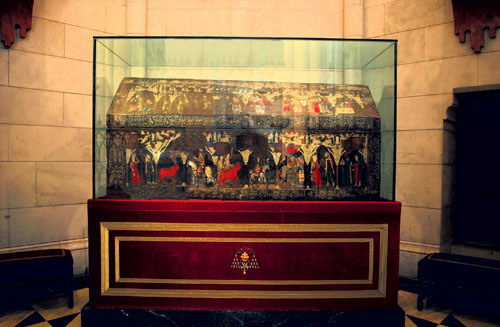
Malovaný sarkofág, 13. století
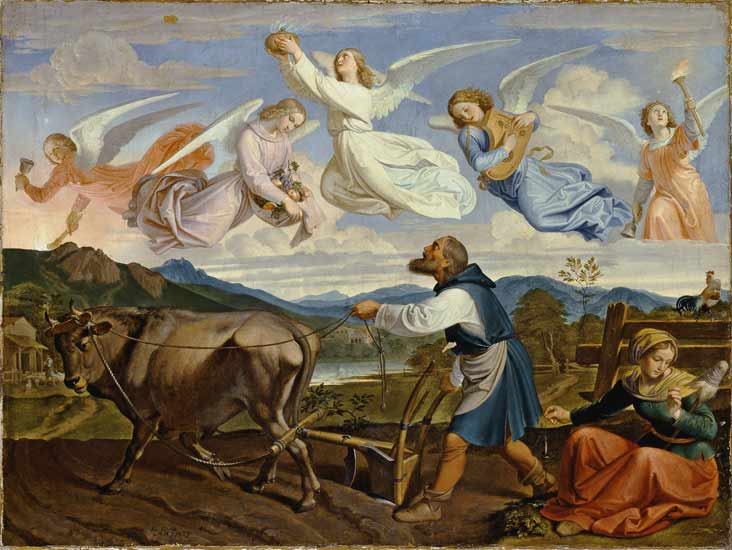
Josef Führich: Sv. Isidor s anděly; 1839